# Оркестр Йоганна Штрауса
Оркестр Йоганна Штрауса — поп-оркестр, заснований у Нідерландах Андре Ріє в 1987 році. Оркестр добре відомий тим, що виконує класичні твори у виразно нетрадиційному стилі виступів, жартує з публікою та виконує всілякі витівки.

## Виступи та записи
Ріє та його оркестр виступали по всій Європі, у Північній Америці, Японії та Австралії. Здобувши низку нагород, у тому числі дві World Music Awards, їхні записи стали золотими та платиновими в багатьох країнах, у тому числі восьмиразово платиновими в Нідерландах.
У студії Ріє в Маастрихті оркестр записав широкий спектр класичної, популярної та народної музики, а також музику з кіно та музичного театру. Його жваві оркестрові виступи в поєднанні з ефективним маркетингом привертають увагу світової аудиторії до цього піджанру класичної музики.
Деякі з виступів оркестру транслювалися у Великій Британії на Sky Arts і в Сполучених Штатах у телевізійній мережі PBS, наприклад, трансляція Андре Ріє в прямому ефірі в Дубліні 2003 року, знята в Дубліні, Ірландія, й Андре Ріє в прямому ефірі в Тоскані (2003 року), знята на площі Республіки в селі Кортона в Тоскані.

## Історія
Джемма Серпенті та нідерландський скрипаль і диригент Андре Ріє заснували Маастрихтський салонний оркестр (MSO) у 1978 році. На початку Андре Ріє виступав з невеликими класичними кросоверними концертами з MSO. З моменту свого заснування група стала платформою реалізації все більш амбітних ідей Ріє. У 1987 році Андре перейменував MSO на оркестр Йоганна Штрауса, щоб підкреслити особливу увагу, яку оркестр надавав виконанню музики вальсу. На першому концерті Ріє з оркестром 1 січня 1988 року було 12 музикантів.
У той час, коли оркестр вперше гастролював Європою, виникло нове зацікавлення широкої аудиторії до музики вальсу. Відродження почалося в Нідерландах і почалося їх записом Другого вальсу з Сюїти Шостаковича для естрадного оркестру. У результаті Ріє став відомий як сучасний «Король вальсу», тобто з титулом, який спочатку був присвоєний Йоганну Штраусу II.
Оркестр регулярно виступає із запрошеними музикантами та співаками, такими як Карла Маффіолетті, Мірусія Луверсе, Кармен Монарха, Platin Tenors.

## Учасники
До 2008 року оркестр розширився до 43 учасників, а у 2010-х група налічувала від 80 до 150 учасників, залежно від місця та події. Найстарший член оркестру — Жан Сассен, який є членом оркестру з 1987 року.